# Barry (Minnesota)
Barry è un comune degli Stati Uniti d'America, situato nello Stato del Minnesota, nella Contea di Big Stone.